# ناحية الحجر الأسود
ناحية الحجر الأسود إحدى نواحي سوريا تتبع إداريّاً لمحافظة ريف دمشق منطقة داريا ومركزها مدينة الحجر الأسود، بلغ تعداد سكان الناحية 84,948 نسمة حسب التعداد السكاني لعام 2004.

## تجمعات ناحية الحجر الأسود السكانية[2]
| التجمع السكاني | عدد السكان |
| -------------- | ---------- |
| الحجر الأسود   | 84,948     |